# Michał Giercuszkiewicz
Michał Giercuszkiewicz (ur. 29 września 1954 w Katowicach, zm. 27 lipca 2020) – polski perkusista bluesowych i rockowych grup muzycznych Apogeum, Dżem, Kwadrat oraz Bezdomne Psy, sporadycznie grający również z grupą SBB i Krzak oraz w rozmaitych składach tworzonych przez Józefa Skrzeka. Udzielał się również w grupie Ości, gdzie poza nim występowali: Krzysztof „Kris” Głuch – piano Fendera, Agnieszka Łapka – śpiew, Paweł Ambroziak – gitara i Mirosław Rzepa – gitara basowa. Od marca 2008 występował w trio Adama Kulisza – K3. Od 2003 grał w bluesowym zespole Śląska Grupa Bluesowa z wokalistą Janem „Kyksem” Skrzekiem, Leszkiem Winderem i Mirosławem Rzepą. Zespół ten po śmierci Jana „Kyksa” Skrzeka (29 stycznia 2015) kontynuuje działalność.
Był przyjacielem zmarłego wokalisty Dżemu Ryszarda Riedla. Od ok. 1996 roku mieszkał nad Zalewem Solińskim na tratwie w Zatoce Teleśnickiej, niedaleko Półwyspu Brosa. Do śmierci mieszkał w kolejnym domu-tratwie zbudowanej na Zalewie Solińskim we wsi Werlas. Do końca życia był aktywnym nagrywającym i koncertującym muzykiem. 
31 lipca 2020 roku, po nabożeństwie w archikatedrze Chrystusa Króla w Katowicach, podczas którego na organach grał Józef Skrzek, jego prochy zostały pochowane na cmentarzu przy ul. Henryka Sienkiewicza w Katowicach.

## Upamiętnienie
- We wsi Werlas został wybudowany pomnik i scena im. Michała „Giera” Giercuszkiewicza w Zagrodzie Żbyr.
- Tratwę, która była domem Giera zdobi jego potret. Autorem dzieła jest znany streetartowiec z Sanoka - Arkadiusz Andrejkow.
- Zatokę, w której dryfuje tratwa nazwano imieniem Michała " Giera" Giercuszkiewicza. Kamień z granitową tablicą upamiętniającą to wydarzenie, to autorski projekt właścicieli Firmy Agat z Przemyśla i przyjaciół Giera.

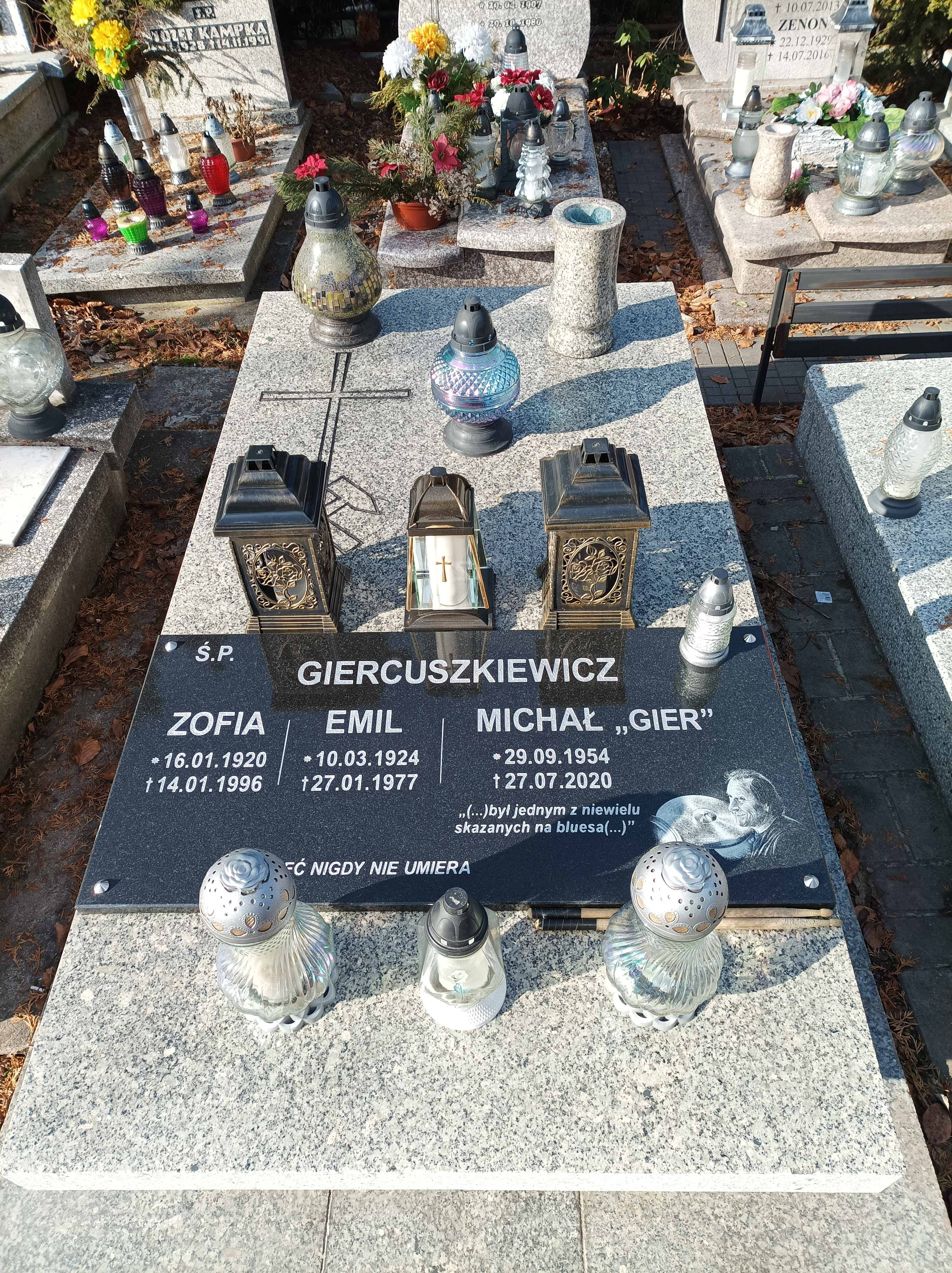
Grób Michała Giercuszkiewicza na cmentarzu przy ul. Sienkiewicza w Katowicach

- W 2022 Armand Urbaniak zrealizował film dokumentalny pt. 30 lat wymówek[4]. Kamera towarzyszy Gierowi w przygotowaniach do ciągle odkładanej realizacji nagrań autorskiej płyty[5].

## Dyskografia
Dyskografia z jego udziałem jest bardzo obszerna, nagrywał między innymi z zespołami Dżem, Bezdomne Psy, Śląska Grupa Bluesowa Cree, którego wokalistą jest Sebastian Riedel, syn Ryszarda i wieloma innymi

### Albumy
- 1985 Leszek Winder: Blues forever PN Muza SX 2251; (CD-R edycja autorska, 2000)
- 1985 Dżem: Cegła PN Muza SX 2236
- 1986 Dżem: Absolutely live PolJazz K-PSJ 0005
- 1988 Bezdomne Psy: Bezdomne Psy Pronit SX 2562
- 1989 Józef Skrzek: Live PN Muza SX 2767
- 1989 Jan „Kyks” Skrzek: Kyksówka blues PN Muza SX 2831
- 1992 Dżem: Dzień, w którym pękło niebo Arston ALP-007
- 1992 Dżem: The Singles CD Sonic SON-3
- 1998 Cree: Cree CD Sephia 001; (CD/MC Pomaton EMI/Scena FM, 1999)
- 1999 Jan „Kyks” Skrzek: Modlitwa bluesmana w pociągu CD JS CD001; (CD/MC Pomaton EMI/Scena FM)
- 2000 Leszek Winder przedstawia: Trzy Basy CD-R edycja autorska
- 2000 Leszek Winder przedstawia: Live in Leśniczówka CD-R edycja autorska
- 2001 Leszek Winder: Śląski Blues, CD-R edycja autorska
- 2003 różni wykonawcy – All Stars Band: Dla Kawy, CD SAT bez numeru
- 2004 Jan „Kyks” Skrzek i Śląska Grupa Bluesowa: Bo takie są dziewczyny CD Metal Mind Productions MMP CD 0299
- 2006 Kwadrat Polowanie na leśniczego (Metal Mind Productions)
- 2007 Józef Skrzek: Viator CD Metal Mind Productions MMP CD 0299
- 2008 Kulisz Trio albo K3 (Adam Kulisz, Michał Giercuszkiewicz, Mariusz Maksymowicz): Bluesletter JAM
- 2008 różni wykonawcy: Kawa Blues
- 2008 różni wykonawcy: Antologia Polskiego Bluesa
- 2009 różni wykonawcy: Antologia Polskiego Bluesa 2
- 2009 Śląska Grupa Bluesowa: Pełnia Słońca
- 2010 różni wykonawcy: Blues Made in Poland
- 2010 Józef Skrzek: Live CD Metal Mind Productions
- 2011 różni wykonawcy: Antologia Polskiego Bluesa 3
- 2012 różni wykonawcy: The Best Blues... Ever!
- 2013 Śląska Grupa Bluesowa: Blues Night DVD
- 2014 Śląska Grupa Bluesowa: Kolory bluesa
- 2015 Jan „Kyks” Skrzek In Memoriam CD/DVD Metal Mind Productions
- 2015 Leszek Winder: 3B Metal Mind Productions
- 2018 Jan „Kyks” Skrzek: Modlitwa bluesmana w pociągu LP Metal Mind Productions
- 2020 Michał „Gier” Giercuszkiewicz: Wolność 2xCD Metal Mind Productions
- 2020 Michał „Gier” Giercuszkiewicz: Wolność 2xLP Metal Mind Productions
- 2021 Michał „Gier” Giercuszkiewicz Bieszczady CD Metal Mind Productions

### MC
- 1985 Dżem: Dżem (później na LP i CD jako Dzień, w którym pękło niebo), MC PK-008 Karolina
- 1992 Jan „Kyks” Skrzek: Nowy Świat Blues MC Silverton ST 08-92
- 1993 Dżem: 14 urodziny MC Dum Dum Records 003

### Kompilacje
- 1982 różni wykonawcy: The Best of Tonpress (Dżem: „Paw”) LP Tonpress SX-T2
- 1985 różni wykonawcy: Żeglując w dobry czas (Dżem: „Song dla niecierpliwych”) LP MAK ZSMP MAK 001
- 1987 różni wykonawcy: Przeboje na Trójkę (Dżem: „Naiwne pytania”) LP Wifon LP 103
- 1993 różni wykonawcy: Marek Niedźwiecki – moja lista marzeń (Dżem: „Dzień, w którym pękło niebo”) CD Sonic SON 40
- 1995 różni wykonawcy: Pozłacany warkocz (Dżem: „Gizd”, „Puść mnie matko”, „Opowiedzcie wiatry”) CD Radio Katowice

## Filmografia
- 30 lat wymówek – film dokumentalny Armanda Urbaniaka[6][7]